# Het afdraagstertje

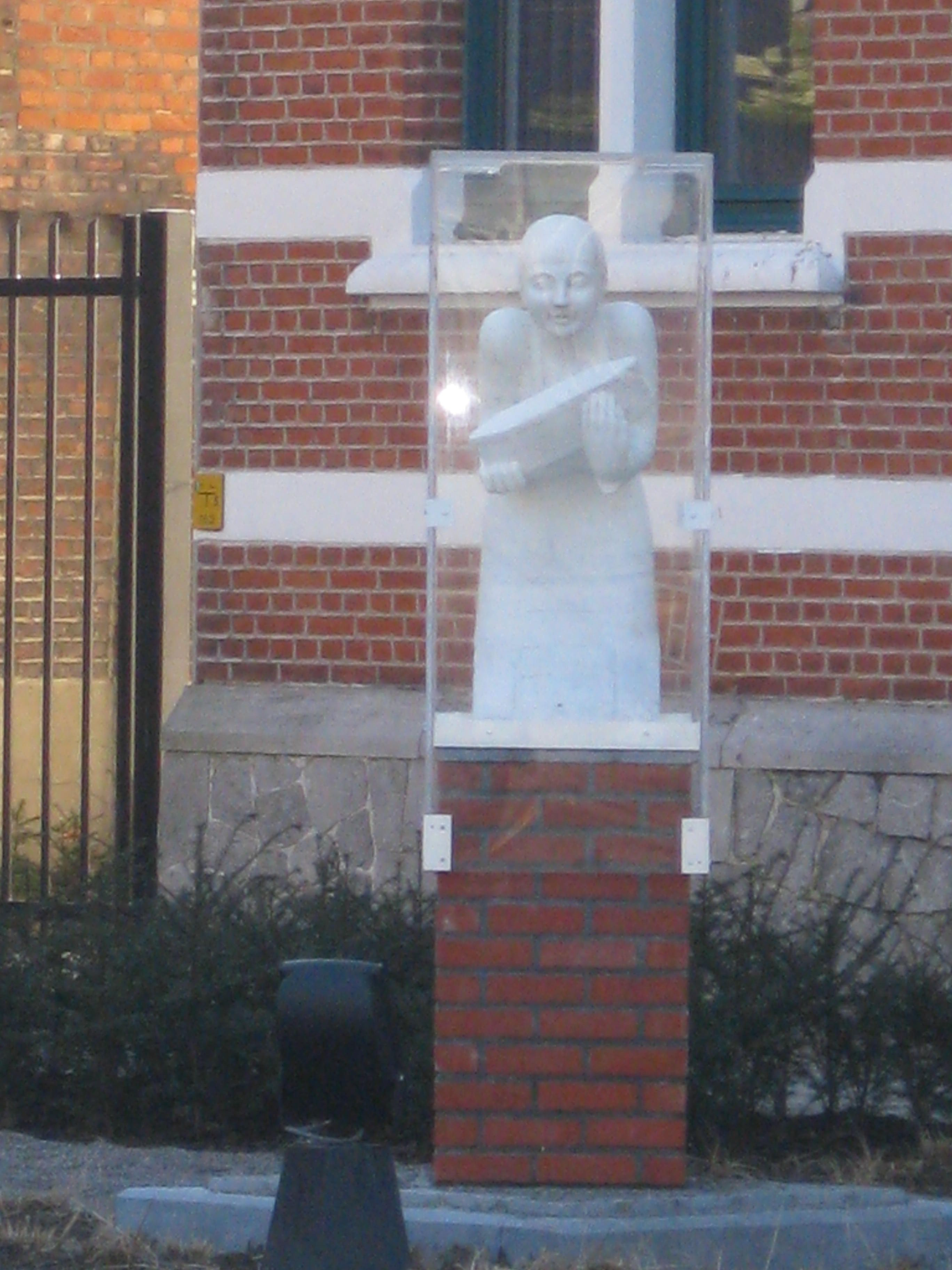
Het afdraagstertje

Het afdraagstertje is een beeldhouwwerk van kunstenaar Pierre Toebente (Niel, 2 december 1919 – Antwerpen, 17 juli 1997). Het natuurstenen standbeeld is opgesteld in de tuin van het gemeentehuis van diens geboorteplaats Niel. Op 8 november 1980 werd het kunstwerk onthuld door toenmalig burgemeester Abel Janssens.

## Beschrijving
Het kunstwerk in het plantsoen van het gemeentehuis toont een meisje met een baksteenvorm in de hand. Het herinnert aan de onmenselijke kinderarbeid in de steenbakkerijen van de Rupelstreek.
Het afdragen van bakstenen was een taak die uitsluitend weggelegd was voor vrouwen en kinderen.  Nadat de steenmaker de homp klei krachtig in de baksteenvorm had geworpen en de overtollige klei had afgestreken, droegen de afdragers de baksteenvorm naar de droogplaats. Hier haalden zij, in een pijnlijke houding voorovergebogen, de steen uit de vorm en legden hem in de zon te drogen op de grond. Deze handeling moest tot duizenden malen per dag herhaald worden.
Het beeldhouwwerk van Pierre Toebente is bedoeld om de herinnering aan het steenbakkerij-verleden van de Rupelstreek, en Niel in het bijzonder, levend te houden.

## Vorst
Om het beeld in de winter tegen vorst te beschermen, plaatste men er vroeger een plastiek zeil over dat gevuld was met stro. Sinds de verbouwing en vergroting van het gemeentehuis wordt het in de winter onder een plexiglazen koepel geplaatst (zie foto).